# 広島電鉄1150形電車
広島電鉄1150形電車（ひろしまでんてつ1150かたでんしゃ）は、1971年に神戸市電（神戸市交通局）より広島電鉄に移籍、在籍中の路面電車車両である。神戸市電時代は神戸市交通局1150形電車を参照。

## 概要
広島電鉄は輸送力強化や車両更新を図るため各地の廃業した路面電車車両を買い取っていたが、1971年3月の神戸市電（神戸市交通局）廃止に伴い、神戸市電からワンマンカー29両を購入。このうち1150形は、最後までツーマンカーとして運用され保存車になった1155号を除く7両を購入した。
廃止翌日から570形及び1100形の譲受車とともに順次輸送されて整備を行い、一部車両については台車交換を行い、同年11月にワンマンカーとして工事終了車より順次竣工。1971年11月から運行を開始した。
運用開始当初は、神戸時代の前乗り中降り方式を、広電方式の中乗り前降り方式に改めた程度で、外部塗装などはそのままで、ほぼ原型を留めた形で運用開始。譲渡当初は1158号だったが、同年12月6日に、欠番を埋めるために1155号に改番された。なお、改番の際にも他車に合わせて神戸市電時代の車両番号書体が維持された。
1981年に方向幕の電動・大型化が全車に行われた。1983年に三菱電機の直流交流変換駆動方式（三菱MDA方式）CU77A集中型（21,000 kcal/h×1）で冷房改造され、全車冷房装置を一基乗せた形状になった。1980年代頃は正面灯周辺に、他車と同様に黄色の菱形の警告マークが書かれたが、90年代頃に消去された。また、その頃は広告電車としても多く使われていた。
しばらくはこの状況で運用されていたが、1997年にプリペイドカードの機械を設置した時、出口が狭いことで乗降に時間がかかることや、他の車両に比べて収容力が劣り、さらにパワー不足であることから廃車対象車種になり、1998年3月に1152号が、1999年5月に1151号が、2000年3月に1155・1157号が、2001年3月に1154号が、2003年3月に1153号が廃車になった。
2001年に事故廃車になった1105号を引き継ぎ、1156号が2代目のハノーバー号になり、保存（予備）車のような形で、1・3・5・7号系統で朝ラッシュを中心に運用されている。過去には散発的に江波車庫に貸し出されて江波線・横川線（6・8号系統）や白島線（9号系統）で運用されたことがあった。
広島電鉄と神戸市交通局は車両譲渡から半世紀となる2021年に「リバイバル（再評価）神戸」のキャンペーンを行い、神戸市営地下鉄車両と共通ヘッドマークを掲げるなどの記念企画を実施。1156号の車内には神戸市電時代の板張りの床などが残っている。

## 各車状況

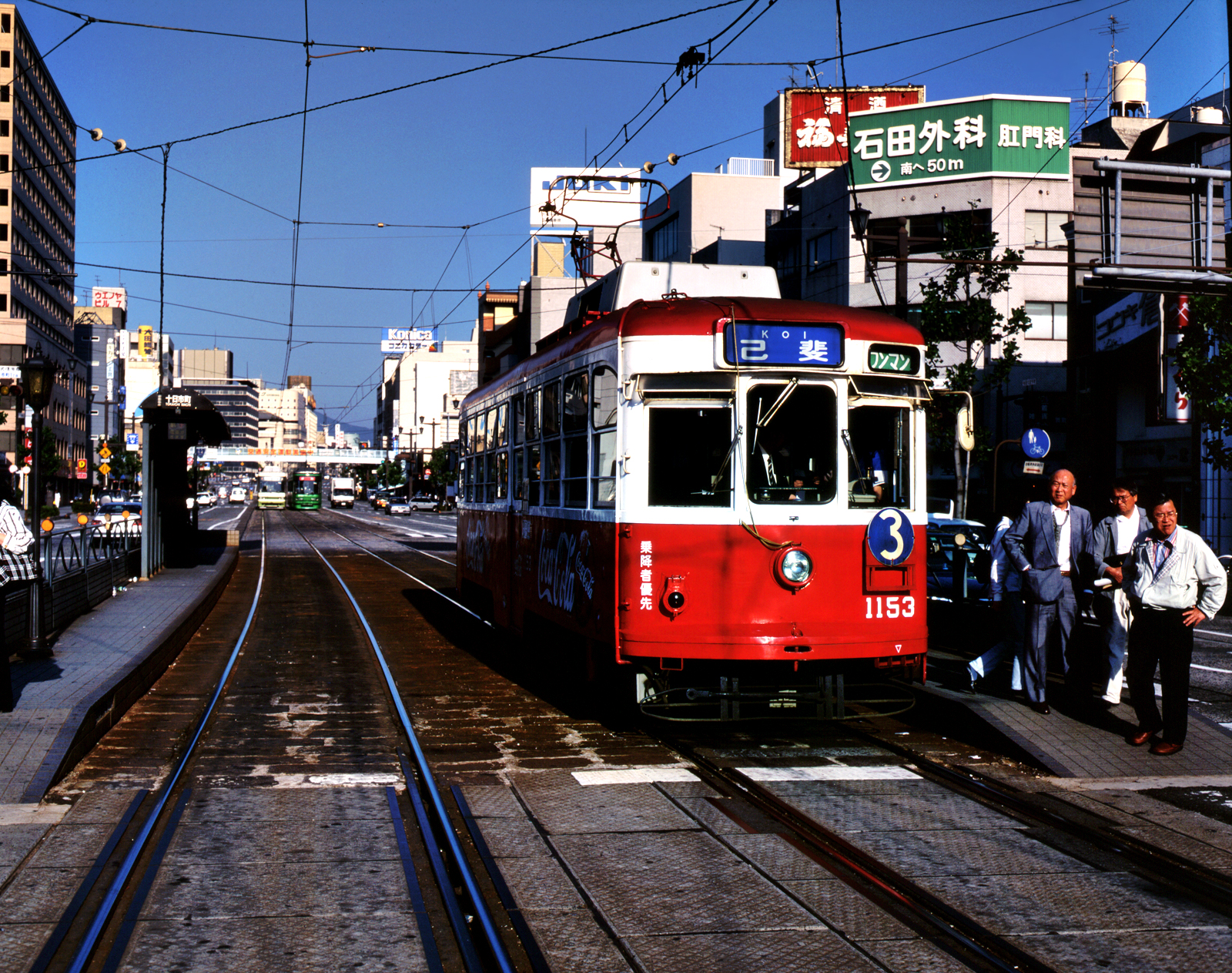
1153号 十日市町
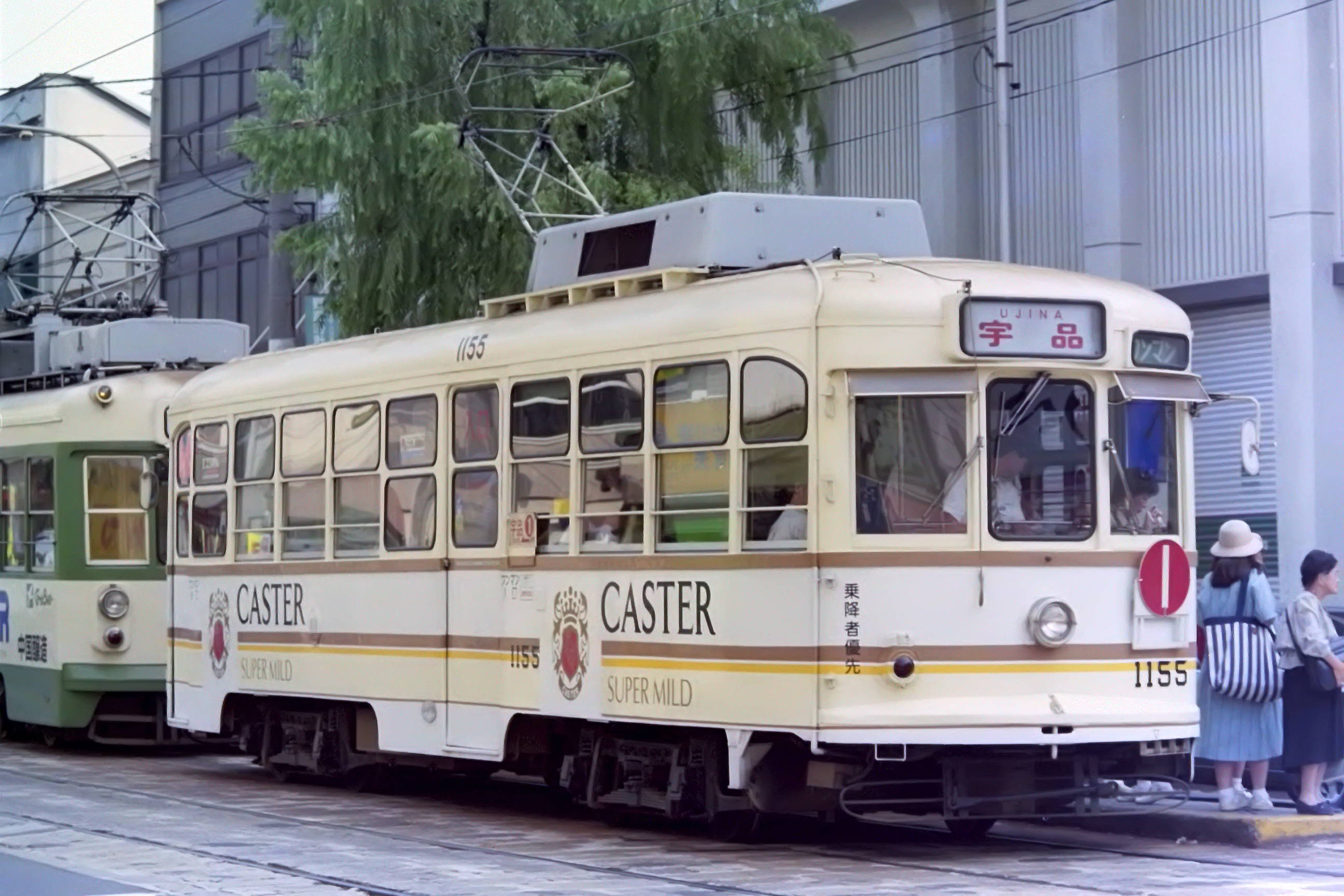
1155号 猿猴橋町
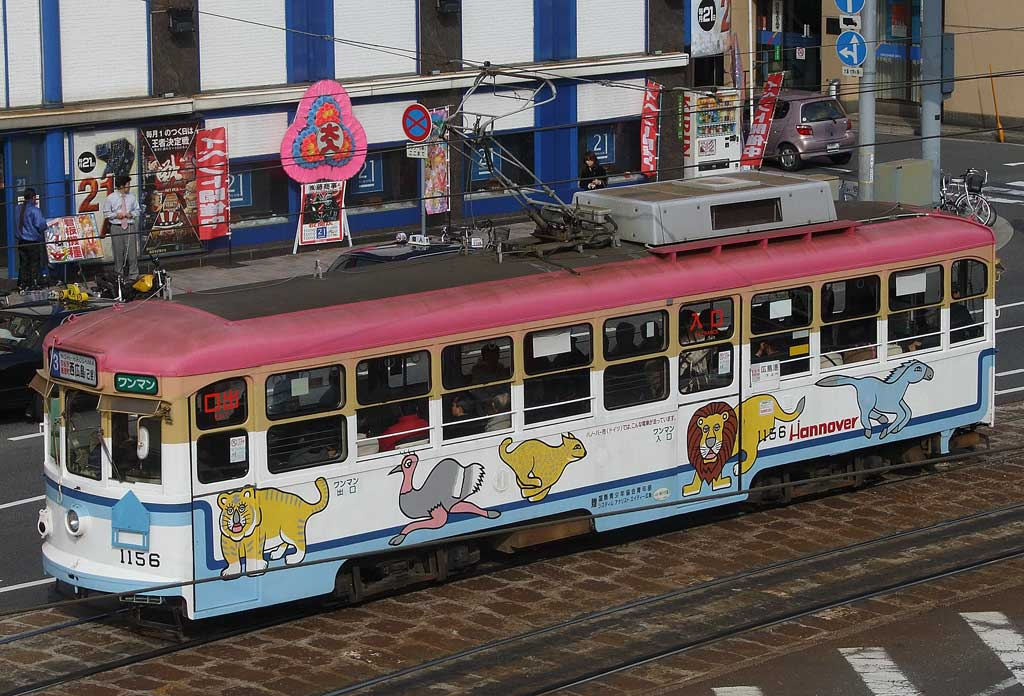
1156号 鷹野橋周辺

| 広電時代 車番 | 神戸時代 車番 | 神戸での 竣工 | 広電での 竣工  | 冷房改造      | 廃車                  | 備考                |
| ------------- | ------------- | ------------- | -------------- | ------------- | --------------------- | ------------------- |
| 1151          | 1151          | 1955年7月     | 1971年11月2日  | 1983年6月30日 | 1999年6月15日         |                     |
| 1152          | 1152          | 1955年7月     | 1971年11月2日  | 1983年6月20日 | 1998年3月20日         |                     |
| 1153          | 1153          | 1956年10月    | 1971年11月20日 | 1983年6月30日 | 2003年3月             |                     |
| 1154          | 1154          | 1956年10月    | 1971年11月8日  | 1983年6月30日 | 2001年3月9日          |                     |
| 1155          | 1158          | 1956年10月    | 1971年11月8日  | 1983年6月14日 | 2000年3月31日         | 広電移籍時は1158号  |
| 1156          | 1156          | 1956年10月    | 1971年11月26日 | 1983年6月20日 | 現役 （千田車庫所属） | 2代目ハノーバー電車 |
| 1157          | 1157          | 1956年10月    | 1971年11月20日 | 1983年6月14日 | 2000年3月31日         |                     |

- 1153号 十日市町
- 1155号 猿猴橋町
- 1156号 鷹野橋周辺